# Lepidodexia downesi
Lepidodexia downesi är en tvåvingeart som först beskrevs av Carroll William Dodge 1965.  Lepidodexia downesi ingår i släktet Lepidodexia och familjen köttflugor.
Artens utbredningsområde är Bahamas. Inga underarter finns listade i Catalogue of Life.